# Guillaume de Vénéjan
Pour les articles homonymes, voir Guillaume Ier.
Guillaume Ier de Vénéjan, 25e évêque d'Uzès, épiscopat de 1190 à 1204. On croit qu'il appartenait à la maison de Sabran.

## Chronologie
| 1190. | Il siégeait. |
| 1197. | Il inféode à Elzias ou Elzéar Ier de Sabran le château de Blauzac. |
| 1199. | Il reçoit de R. Pelet l'hommage du château de Rousson. |
| 1200. | Il assiste à la dédicace de l'église de Sainte-Croix, à Montpellier. |
| 1204. | Il fonde la Chartreuse de Valbonne et s'y retire après s'être démis du siège épiscopal. Il ajoute dès lors après son nom : Quondam Uticensis episcopo. On le retrouve sous cette dénomination jusqu'en 1214. |